# Nagroda im. Anny Godlewskiej

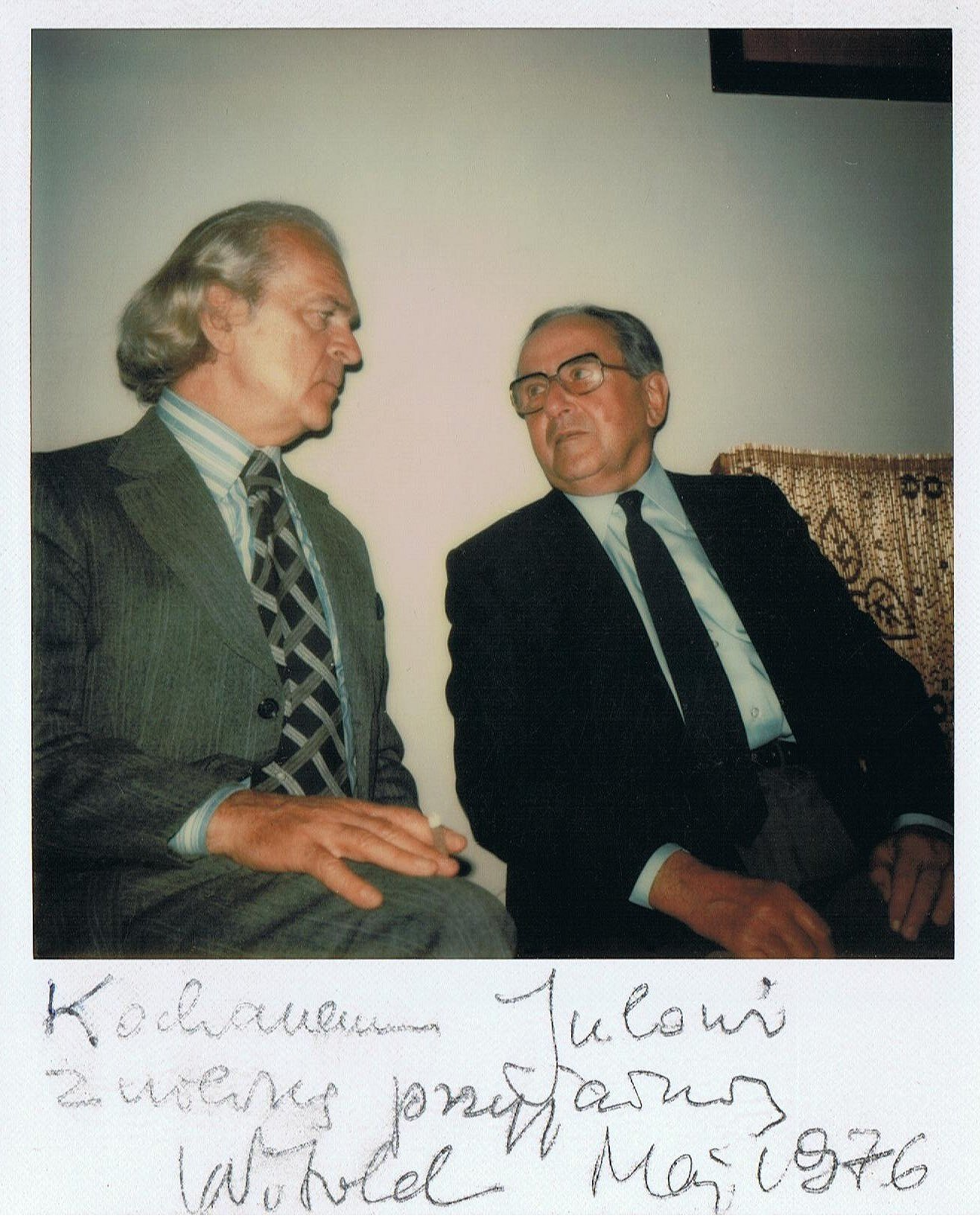
Julian Godlewski (z prawej) i pianista Witold Małcużyński, 1976

Nagroda im. Anny Godlewskiej – nagroda literacka, ufundowana przez dr Juliana Godlewskiego dla upamiętnienia matki, przyznawana w Szwajcarii w latach 1963–1973 polskim artystom i instytucjom działającym na emigracji.

## Historia
Julian Godlewski ustanowił nagrodę literacką dla uczczenia 90. urodzin swojej matki, Anny. 13 lipca 1963 w hotelu „National” w Lucernie odbyło się zebranie inauguracyjne Komitetu Nagrody. W uroczystości uczestniczyła również dostojna jubilatka, imienniczka nagrody, Anna Godlewska (z domu Zachariewicz), córka profesora Juliana Zachariewicza, współtwórcy i rektora Politechniki Lwowskiej.
W skład Komitetu wchodzili: Józef Maria Bocheński O.P., Zygmunt Kallenbach, Henryk Blumer, Wanda Blumerowa, Roman Gierszewski, Jerzy Paszkowski, Halszka Vincenz-Poniatowska, Janusz Morkowski i Marian F. Respond. W czternastoosobowym jury zasiadali m.in.: Mieczysław Grydzewski (również laureat), Konstanty Jeleński, Tadeusz Nowakowski, Stanisław Vincenz, Kazimierz F. Vincenz, Klemens Rudnicki i Kazimierz Wierzyński.  
Jubileuszowa nagroda została przyznana w lipcu 1973. Obejmowała trzy kategorie: literacką, społeczną i przyjaźni, i opiewała na łączną kwotę 60 000 franków szwajcarskich. Wręczenie Nagrody im. Anny Godlewskiej i uroczystość zakończenia jej działania odbyły się w  Instytucie Polskim i Muzeum im. gen. Sikorskiego w Londynie. W ciągu dziesięciu lat nieprzerwanej działalności na nagrody przeznaczono ponad 160 000 CHF.
W następnych latach Nagroda przyznawana była trzykrotnie: w 1974, 1976 i 1977.

## Wybrani laureaci
- Zofia Bohdanowiczowa
- Józef Czapski
- Jerzy Giedroyć
- Mieczysław Grydzewski
- Marian Hemar
- Andrzej Kijowski
- Józef Łobodowski
- Danuta Mostwin
- Jerzy Stempowski
- Wiesław Wohnout